# Hotel Rallye
Hotel Rallye és un edifici del municipi de l'Escala inclòs en l'Inventari del Patrimoni Arquitectònic de Catalunya.

## Descripció
Situat dins del nucli urbà de la població de l'Escala, en el límit amb el nucli antic de la vila. Forma cantonada entre el passeig del Mar, l'avinguda Ave Maria i el carrer del Provençal.
Edifici de grans dimensions de planta més o menys rectangular, amb les cantonades arrodonides. Consta de dos cossos adossats, el principal distribuït en planta baixa i dos pisos i l'altre format per tres plantes. Ambdós tenen la coberta plana, la de la construcció principal utilitzada com a terrat. L'edifici presenta accessos de grans dimensions a cada una de les façanes. A la planta baixa, les obertures corresponen a grans vidrieres rectangulars, i un sòcol de plaques de pedra rectangulars recorre tot el perímetre de la façana. Dels pisos superiors destaquen els balcons, un per habitació. Estan construïts per mitjà de mòduls verticals d'obra, amb les llosanes arrodonides i les baranes poligonals de ferro pintat de blanc. Un finestral rectangular per habitació hi té sortida. L'edifici està rematat amb una barana correguda d'obra decorada. El cos secundari presenta la tercera planta alçada, amb un seguit de finestres rectangulars.
Tota la construcció es troba arrebossada i pintada.

## Història
L'arquitecte gironí Josep Maria Claret i Rubira (1908-1988) va projectar diferents obres emblemàtiques a la comarca de Girona, com la desapareguda Casa Pla (1934), el Xalet Tarrús (1935), la Casa Coll (1935) i la Casa Bech de Careda (1935), entre d'altres. El seu activisme el va portar a fundar el mític GATCPAC (Grup d'Arquitectes i Tècnics Catalans per al Progrés de l'Arquitectura) que renovarà l'arquitectura a la llum dels corrents racionalistes internacionals.
A Girona construeix l'Escorxador Turon, a l'antiga fàbrica Cárnica Prócer (1948), diverses cases plurifamiliars com la Casa Vila (1944-1947) o la Casa Teixidor (1945), i es presenta al concurs de projectes per l'edifici de la Delegació d'Hisenda de Girona (1954). A partir dels anys 60, més influenciat pel funcionalisme, projectà nombrosos conjunts d'apartaments a la costa.
A més de l'escola de Vilajuïga, cal destacar que l'arquitecte projectà i construí, en el mateix període, tot un seguit d'escoles que presenten una forma i estil semblant. A l'Alt Empordà hom pot trobar les següents: Escola Comarcal de la Jonquera (La Jonquera), Escola Col·legi Públic Empúries (L'Escala), Escoles de Vilamalla / CEIP Josep de Ribot i Olivas (Vilamalla), Escoles Unitàries / CEIP Marinada (Ordis), Escoles de nens i nenes (Terrades), Escola Unitària (Capmany), Escoles Nacionals / CEIP Pau (Pau), Escoles de Vila-sacra / Sala Polivalent (Vila-sacra), Escoles Noves / Escoles Nacionals (Portbou), Escola de Verges (Verges), Escola de Llançà (Llançà), Escoles d'Espolla (Espolla), Les Escoles i cases dels mestres (la Selva de Mar).
L'arquitecte fou membre del GATCPAC (Grup d'Arquitectes i Tècnics Catalans per al Progrés de l'Arquitectura).
Aquest hotel de platja fou encarregat per Lambert Mirc a Josep Claret el 1970.